# يفغيني بجيلينتسيف
يفغيني بجيلينتسيف (بالروسية: Пчелинцев, Евгений Сергеевич)‏ هو لاعب كرة قدم روسي في مركز الوسط، ولد في 6 نوفمبر 1976. لعب مع دينامو مينسك ونادي كوبان كراسنودار.